# التهاب الجفن
التهاب الجَفْن أو السُّلاق هو مرض يصيب جفون العين، ويعد واحدا من أكثر أمراض العين شيوعا. قد يكون ظهور المرض حادا ويحل بدون علاج في غضون 2-4 أسابيع (ويمكن لهذا الالتهاب ان ينخفض إلى حد كبير مع تعقيم الجفن)، ولكن بشكل عام هو التهاب طويل الأمد متباين الشدة. ويمكن تصنيف المرض في ثلاثة أنواع : دهني (وهو غالبا يصاحب مرض التهاب الجلد الدهني)، أو بكتيري (تسببه نوع من أنواع البكتيريا تسمى المكورات العنقودية)، أو خلل في وظائف غدد ميبوميان (هي غدد توجد داخل الجفن وتفتح على حافته وتقوم بإفراز مادة دهنية تشكل الطبقة الخارجية للغشاء الدمعي).

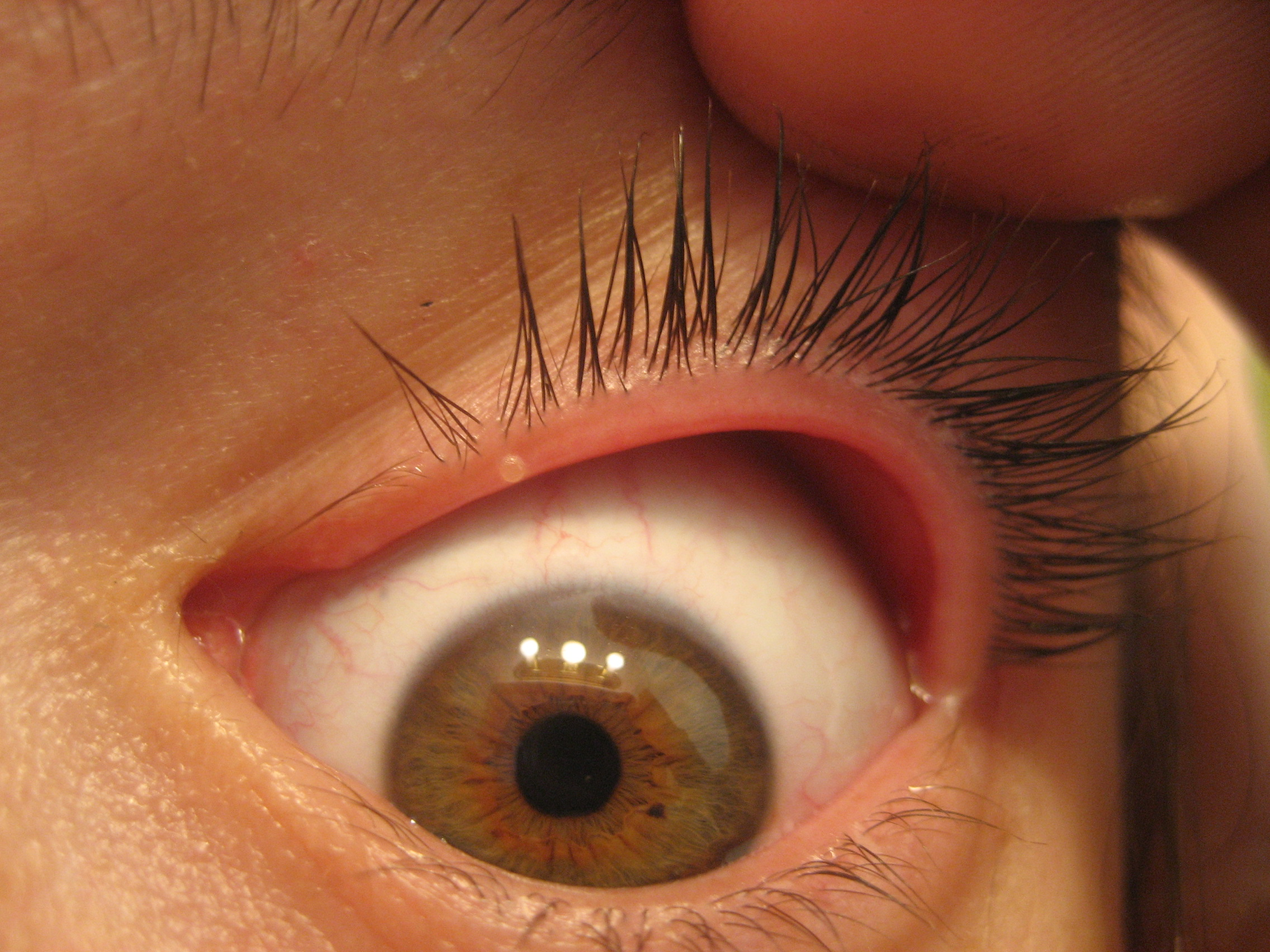

## العلامات والأعراض

التهاب جفن العين هو مرض يصيب الغدد المفرزة للدهون، ونتيجة لذلك يتضرر المركب الدهني الذي يتم إفرازه من تلك الغدد، ما يؤدي إلى جفاف العينين

العلامات والأعراض التي ترتبط مع الالتهاب المزمن يمكن أن تكون:
- احمرار في الجفون.
- تقشر الجلد حول الجفون.
- تقرح عند حافة الجفن، وهذا يكون أسوأ عموما عند الاستيقاظ.
- الخراجات على حافة الجفن (الشعيرة).
- احمرار العين.
- الحطام في غشاء الدموع، ويشاهد تحت التكبير (التحسن المتباين مع استخدام قطرات فلوروسين).
- الإحساس الرملي في العين.
- انخفاض الرؤية.

العلامات والأعراض الشائعة لالتهاب الجفن تشمل أيضا الحكة والتهيج والحرق وكذلك الإحساس بجسم غريب. بعض المرضى يعانون من جفاف العين، وهو ما قد يسبب قدرا معينا من الألم.
الأشخاص الذين يستخدمون العدسات اللاصقة عادة ما يكونون أكثر معاناة في التعامل مع الأعراض لأنه وعلى الرغم من أنهم بحاجة إلى العدسات اللاصقة، فإنهم لا يستطيعون استخدامها. ويشكو الكثير من هؤلاء المرضى من عدم القدرة على ارتداء العدسات لفترات طويلة من الزمن أو أن العدسات هي مما يسبب لهم المزيد من تهيج العين.
وأيضا فالجفون قد تصبح حمراء وربما تقرحية وفيها مناطق غير ملتئمة قد تنزف بالفعل. التهاب الجفن لا يميل إلى إحداث مشكلات مع رؤية المريض على الإطلاق، ولكن بسبب سوء حالة أغشية الدموع، فإن من المحتمل أن أحد المصابين قد يعاني من تشوش الرؤية.
احمرار العين وتورمها يميل للظهور في الحالات الأكثر تقدما، ونادرا ما يكون من الأعراض الأولية. يمكن أن تتنوع الأعراض قليلا استنادا إلى السبب الدقيق للحالة. فالتهاب الجفن بسبب وجود الحساسية قد يسبب الجفون القاتمة، وهو عرض يعرف باسم «حساسية العين السوداء»، والذي يميل ليكون أكثر شيوعا في الأطفال منه في الكبار. ويرافق التهاب الجفن المعدي خروج إفرازات صفراء أو خضراء اللون وتكون أكثر وفرة في الصباح الأمر الذي يؤدي إلى التصاق الجفون. يسبب التهاب الجفن أيضا حصيرة الجفن أو «التصاق» الهدب. وأيضا قد تحدث القشرة على فروة الرأس أو الحاجبين.
أعراض أخرى لالتهاب الجفن تشمل الحساسية للضوء والأهداب النامية بشكل غير طبيعي أو فقدان الأهداب. كذلك فإن الدموع تبدو مزبدة أو غازية في طبيعتها والندوب الخفيفة قد تحدث على الجفون. وغالبا ما تعزى أعراض وعلامات التهاب الجفن بصورة خاطئة من قبل المريض بأنها بسبب «التهاب الملتحمة المتكررة».
التهاب الجفن الذي يتموضع على جلد الجفون يسبب الشعيرة أو البردة، والتي قد تظهر مثل نتوءات حمراء، وأحيانا مع بقعة صفراء في حالة وجود التهاب. على الرغم من أن الألم ليس شائعا بين أعراض التهاب الجفن لكن إذا استمرت الحالة أو أصبحت مؤلمة فمن المستحسن للفرد الحصول على رعاية طبية.
التهاب الجفن المزمن قد ينجم عنه أضرار متباينة الخطورة من الممكن أن يكون لها أثر سلبي على الرؤية وبالتالي على وصفة النظارات الطبية.
ويمكن لالتهاب الجفن المعدي أن يسبب طبقات صلبة حول الهدب تاركة تقرحات صغيرة قد تنزف أو تنضح بعد التنظيف.
وكقاعدة عامة فإن التهاب الجفن الذي لا تتحسن أعراضه على الرغم من النظافة الجيدة التي تتألف من التنظيف والرعاية المناسبين لمنطقة العين ينبغي أن يحال إلى الطبيب.

### التهاب الجفن العنقودي
يسبب التهاب الجفن العنقودي العدوى من الجزء الأمامي من الجفن بواسطة البكتيريا العنقودية. إذا تطورت العدوى قد يبدأ المريض بملاحظة إحساس بجسم غريب وحصيرة في الهدب وحرق. عادة فإن طبيب الرعاية الأولية يصف المضادات الحيوية الموضعية لالتهاب الجفن العنقودي حيث أن هذا يشكل حالة شديدة وينبغي أن تشفى بسرعة. ويمكن لهذه الحالة أن تؤدي أحيانا إلى البردة أو الشعيرة.
التهاب الجفن العنقودي هو حالة أكثر شدة وقد تبدأ في الطفولة وتستمر خلال مرحلة البلوغ. ومن الشائع تكرارها وتتطلب رعاية صحية خاصة. معدل انتشار المكورات العنقودية في كيس الملتحمة وحافة الجفن يختلف فيما بين البلدان، وفقا للمناخ على ما يبدو.
وتتميز حالات التهاب الجفن التي تسببها المكورات العنقودية الذهبية، بوجود طويق (تشكيل شبيه بالحلقة حول محور هدب العين) ويمكن ملاحظته. هذا علامة رئيسية لهذه الحالة بالذات. هناك أعراض محددة أخرى تتضمن فقدان الأهداب أو الأهداب المكسورة.
يتم تشخيص التهاب الجفن العنقودي بشكل رئيسي بناء على السيرة المرضية للمريض والاستنبات الجرثومي. ومع ذلك نظرا لأن التهاب الجفن هو حالة مفهومة كليا وتشخيصها يتكون عادة من إنشاء تاريخ طبي دقيق للمريض وإجراء فحوص سريرية مناسبة. يتم تشخيص التهاب الجفن في المقام الأول بناء على الفحص الجسدي، ونادرا ما يكون هناك حاجة لإجراء المزيد من الاختبارات. ومع ذلك، من الموصى به خضوع المرضى المسنين أو أولئك الذين في خطر تطور الإصابة ببعض الأمراض الجلدية لخزعة بغية إمكانية إزالة الورم.
من المرجح حدوث هذا النوع من التهاب الجفن في الأفراد الذين يتعرضون للبكتيريا. إن التهاب الجفن العنقودي وعلى عكس الأنواع الأخرى أكثر مشاهده وشيوعا في النساء منه في الرجال.
من المهم أن يتم التعامل بشكل صحيح مع هذا النوع من التهاب الجفن العنقودي لأنه خلاف ذلك فان الإنتان (التعفن (قد ينتشر إلى أجزاء أخرى من العين أو إلى تندب في القرنية. من الطبيعي أن تتم معالجة التهاب الجفن العنقودي بالمضادات الحيوية مثل مرهم الكلورامفينيكول. تعطى المضادات الحيوية لأربعة أسابيع على الأقل وتصل إلى ستة أسابيع وتعتبر كافية حتى تشفي العدوى تماما. كذلك فإن معالجة التهاب الجفن العنقودي يتضمن علاج قصير من الستيرويدات الموضعية التي يتم بها السيطرة على الالتهاب.
علاج التهاب الجفن العنقودي جنبا إلى جنب مع الأنواع الأخرى من علاجات التهاب الجفن تكون فعالة فقط إذا أعطيت في نفس الوقت مع النظافة الإضافية الحذرة للجفن. وهذا يتألف من التنظيف المناسب للجفن وإزالة القشور والحطام والمحافظة على النظافة من خلال تجنب مستحضرات التجميل ومستحضرات التجميل منتهية الصلاحية المستخدمة حول العين. في التهاب الجفن الناجم عن البكتيريا المكورة العنقودية البرتقالية خاصة يوصى المرضى بالحفاظ على منطقة الجفون نظيفة لتجنب انتشار العدوى عند حدوث الترشح والنزف.

### التهاب الجفن الخلفي أو التهاب الجفنالوردي-المرتبط
هو النوع الأكثر شيوعا من التهاب الجفن، ويوجد غالبا في الناس ذوي البشرة الوردية (المصابون بمرض حب الشباب الوردي Acne rosacea ). تفرز الغدد الزيتية للجفن في المصابين بحب الشباب الوردي الزيت المعدل الذي يؤدي إلى التهاب في فتحات غدة ميبوميان التي تفتح على الجزء الخلفي لحافة الجفن.

## العلاج والإدارة
مبدأ العلاج الوحيد والأكثر أهمية هو جزء من الروتين اليومي لنظافة حافة الجفن على النحو المبين أدناه. هذه الاحتياجات الروتينية تكون ملائمة بما يكفي لتستمر مدى الحياة لتفادي حالات الانتكاس كما أن التهاب الجفن غالبا ما يكون حالة مزمنة. ولكن من الممكن أن يكون حادا وحادثة واحدة لا تعني أنها حالة مستمرة مدى الحياة.
روتين نظافة حافة العين النموذجي يتكون من اربع خطوات:
1. تليين حطام وزيوت حافة الجفن: ضع كمادة دافئة ورطبة على الجفون—مثل منشفة بماء ساخن—لنحو دقيقتين. الكمادات الجديدة والجافة والدافئة يمكن أن يتم تدفئتها بشكل ملائم في فرن الموجات الدقيقة والحفاظ على درجة حرارة مريحة 40C لمدة 10 دقائق بينما يتم مسح الزيوت الشمعية الجامدة على الغدد.
2. الإزالة الآلية لحطام حافة الجفن: في نهاية روتين الاستحمام، اغسل وجهك بقماش قابل للغسل. استخدم الصابون الوجهي أو شامبو الأطفال غير الحارق (و تأكد من تمييع محلول الصابون بنسبة 1 / 10 مع الماء أولا). أفرك برفق مرارا وتكرارا على امتداد حواف الجفن مع إغلاق العينين. الاستخدام المفرط للصابون أو الشامبو قد يزيل الطبقة الزيتية الأساسية في أغشية الدموع في العينين ويخلق المزيد من المشاكل مثل جفاف العين.
3. المضادات الحيوية تحد من بكتيريا حافة الجفن (بناء على تقدير طبيبك): بعد تنظيف حافة الجفن، انشر كمية صغيرة من مرهم المضاد الحيوي العيني الموصوف طبيا مع غيض (مس (الإصبع على طول شق الجفن مع إغلاق العينين.الاستخدام يكون قبل وقت النوم بدلا من الصباح لتجنب ضبابية الرؤية.
4. تجنب استخدام مكياج العين حتى تهدأ الأعراض.

هناك بديل بعد الغسل وهو تغطية الجفون بملطف شعر ذو نوعية جيدة.  يترك لعدة دقائق ثم يشطف. يبدو أن الملطف يوقف البكتيريا ودورة التقشير/ التهيج، الاستخدام اليومي يمكن أن يقضي على الأعراض.
الدليل التالي شائع جدا ولكنه أكثر تحديا في الأداء من جانب المرضى المعوقين أو الضعيفين بصريا لأنه يتطلب مهارات حركية جيدة ومرآة. مقارنة مع ما ورد أعلاه، فإنه لا يتحمل أية ميزات:
1. ضع الكمادات الساخنة على كلا العينين لمدة خمس دقائق من مرة واحدة إلى مرتين في اليوم الواحد. ويوصى غالبا بمعالجة «الفانيلا الساخنة الرطبة»، ولكن هذه لا تبقى ساخنة لفترة كافية ولذا فان استخدامها فوضوي للغاية ومن المحتمل أن يكون غير صحي. وثمة بديل فعال جدا وهو كمادة الكتان المحشوة التي يتم تسخينها في فرن الميكروويف.
2. بعد الكمادات الساخنة، وأمام المرآة، استخدم قطعة من القطن المرطبة المنقوعة في كوب من الماء مع إسقاط شامبو أطفال أو قطرة من مضاد حيوي مثل الكلورامفينيكول. افرك على امتداد حواف الجفن مع إمالة الجفن للخارج باليد الأخرى.
3. أمام المرآة، ضع قطرة صغيرة من مرهم المضاد الحيوي العيني (الإريثروميسين على سبيل المثال) في كيس الملتحمة السفلي أثناء سحب حواف الجفن بعيدا عن العين باليد الأخرى.

غالبا ما ينصح بتطبيق ما سبق مع تدليك خفيف للغدد الفارغة آليا الموجودة في حافة الجفن (غدد ميبوميان وغدد زايس وغدد مول).
أطباء الأمراض الجلدية يعالجون التهاب الجفن مثل التهاب الجلد الدهني عن طريق استخدام الأدوية المضادة للالتهاب الموضعية الآمنة مثل سولفاستامید أو علاجات موجزة للستيرويد الموضعي الخفيف. وعلى الرغم من أن مضادات الفطريات مثل الكيتوكونازول (نيزورال) توصف عادة لالتهاب الجلد الدهني، أطباء الأمراض الجلدية وأخصائيو النظر لا يصفون بالعادة مضادات الفطريات لالتهاب الجفن الدهني.
إذا كانت هذه العلاجات التقليدية لالتهاب الجفن لا تقدم الراحة، فينظر إلى استخدام اختبار الحساسية على المرضى ومضادات الهستامين العينية. يمكن لاستجابات حساسية فضلات عث الغبار ومسببات الحساسية الأخرى أن تسبب التهاب الجفن وتهيج العين وجفاف العين. مضادات الهستامين العينية الموصوفة طبيا ومضادات الهستامين العينية بدون وصفة طبية مأمونة جدا ويمكن أن تقدم الراحة فورا تقريبا للمرضى الذين يصيبهم التهاب الجفن بسبب الحساسية.

## وصلات خارجية
- Blepharitis Resource Guide from the National Eye Institute (NEI).
- Mayo Clinic
- Blepharitis description from the American Optometric Association
- eMedicine Health: Eyelid Inflammation (Blepharitis)
- Blepharitis Fact Sheet